# Special Olympics Lettland
Special Olympics Lettland (lettisch: Latvijas Speciālā Olimpiāde, englisch: Special Olympics Latvia) ist der lettische Verband von Special Olympics International. Sein Ziel ist die Förderung von Sport für Menschen mit geistiger Beeinträchtigung und die Sensibilisierung der Gesellschaft für diese Mitmenschen. Außerdem betreut er die lettischen Athletinnen und Athleten bei den Special Olympics Wettkämpfen.

## Geschichte
Special Olympics Lettland wurde 1989 mit Sitz in Riga als gemeinnütziger Verein gegründet und wird als solcher bis heute von Freiwilligen getragen.

## Aktivitäten
2019 waren 2.574 Athletinnen, Athleten und Unified Partner sowie 1.653 Trainer bei Special Olympics Lettland registriert. Der Verband nahm 2019 an den Programmen Athletes Leadership, Law Enforcement Torch Run (LETR), Young Athletes, Unified Sports und Unified Schools teil, die von Special Olympics International ins Leben gerufen worden waren.

### Sportarten
Folgende Sportarten wurden 2019 vom Verband angeboten:
- Badminton (Special Olympics)
- Basketball (Special Olympics)
- Boccia (Special Olympics)
- Bowling (Special Olympics)
- Fußball (Special Olympics)
- Handball (Special Olympics)
- Hockey
- Langstreckenlauf
- Leichtathletik (Special Olympics)
- Schneeschuhlaufen (Special Olympics)
- Schwimmen (Special Olympics)
- Skilanglauf (Special Olympics)

### Teilnahme an Weltspielen vor 2020
(Quelle: )
• 2007 Special Olympics World Summer Games, Shanghai, China (12 Athletinnen und Athleten)
• 2011 Special Olympics World Summer Games, Athen (18 Athletinnen und Athleten)
• 2013 Special Olympics World Winter Games, PyeongChang, Südkorea (5 Athletinnen und Athleten)
• 2015 Special Olympics World Summer Games, Los Angeles, USA (13 Athletinnen und Athleten)
• 2017 Special Olympics World Winter Games, Graz-Schladming-Ramsau, Österreich (20 Athletinnen und Athleten)
• 2019 Special Olympics, World Summer Games, Abu Dhabi (14 Athletinnen und Athleten)

### Teilnahme an den Special Olympics World Summer Games 2023 in Berlin
Special Olympics Latvia nahm an den Special Olympics World Summer Games 2023 teil. Die Delegation wurde vor den Spielen im Rahmen des Host Town Program von Jena betreut. Sie bestand aus 34 Athletinnen und Athleten, Trainern und Betreuern. Das Team gewann bei diesen Weltspielen vier Gold-, drei Silber- und zwei Bronzemedaillen.